# Salgert
Salgert ist ein Weiler, der zur Stadt Lohmar im Rhein-Sieg-Kreis in Nordrhein-Westfalen gehört. Bis 1969 gehörte der Ort zu der bis dahin eigenständigen Gemeinde Halberg.

## Geographie
Salgert liegt mittig im südlichen Lohmar. Umliegende Ortschaften und Weiler sind Kreuzhäuschen im Norden, Breidt im Nordosten, Geber im Osten, Gebermühle im Süden, Weegen und Donrath im Südwesten, Halberg im Westen sowie Ellhausen im Nordwesten.

## Gewässer
Südwestlich von Salgert entspringt ein namenloser orographisch rechter Nebenfluss des Jabachs.

## Verkehr
Salgert liegt zwischen der Bundesstraße 507 und der Kreisstraße 37. Das Anruf-Sammeltaxi ergänzt den ÖPNV. Salgert gehört zum Tarifgebiet des Verkehrsverbund Rhein-Sieg (VRS).